# Máel Coba mac Fíachnai
Máel Coba mac Fíachnai lub Máel Cobo mac Fíachnai (zm. 647 r.) – król Ulaidu (Ulsteru) z dynastii Dál Fiatach od ok. 644 r. do swej śmierci, syn króla Ulaidu Fiachny III mac Demmáin oraz Cumne (Cummíne) Find („Białej”), córka Báetána, syna Eochaida V mac Condlai, króla Dál nAraidi i Ulaidu. Objął tron po zabójstwie swego przyrodniego brata, Dúnchadzie mac Fíachnai. W Dun Mor 647 r. Máel Coba zginął z ręki swego bratanka, Congala Cendfoty („Długogłowego”), mściciela śmierci ojca oraz przyszłego króla Ulaidu, 

## Potomstwo
Máel Coba miał czterech synów:
- Brandub (zm. 626 r.), syn kobiety z Uí Duibrama
- Áed Róin, zabity w Creamchoill (prawdopodobnie Cranfield Point, hr. Down) w 654 r.; mniej sławny od swego bratanka tego samego imienia, Áeda II Róina, przyszłego króla Ulaidu
- Blathmac mac Máele Coba (zm. 670 r.), następca na tronie Ulaidu
- córka, żona Máel Caicha (zm. 666 r.), króla Dál nAraidi
- Óengus, a quo Cenél n Óengusa, ojciec syna:
  - Cathal a quo Leth Cathail, ojciec dwóch synów:
    - Tommaltach (zm. 789 r.) ojciec dwóch synów:
      - Indrechtach (zm. 835 r.), ojciec dwóch synów:
        - Máel Mocheirge mac Indrechtaig (zm. 896 r.), lethrí („koregent”) Ulaidu
        - Cathalán mac Indrechtaig (zm. 871 r.), lethrí Ulaidu

      - Cathmal (Cathal) mac Tommaltaig (zm. 853 r.), prawdopodobnie lethrí Ulaidu

    - Cairell (zm. 801 r.)